# Bonnelles
Bonnelles ist eine französische Gemeinde mit 2211 Einwohnern (Stand 1. Januar 2022) im Département Yvelines in der Region Île-de-France. Sie gehört zum Arrondissement Rambouillet und zum Kanton Rambouillet.

## Geographie
Die Gemeinde gehört zum Regionalen Naturpark Haute Vallée de Chevreuse.
Ortsteile von Bonnelles sind Bissy, les Clos, les Petits Clos und Vilvert (teilweise). Nachbargemeinden von Bonnelles sind Pecqueuse im Norden, Limours im Nordosten, Forges-les-Bains im Osten, Angervilliers im Südosten, Longvilliers im Süden, Rochefort-en-Yvelines im Südwesten und Bullion im Westen.

## Bevölkerungsentwicklung
| Jahr      | 1962 | 1968 | 1975 | 1982 | 1990 | 1999 | 2008 | 2021 |
| Einwohner | 478  | 546  | 595  | 1371 | 2193 | 2160 | 1992 | 2123 |

## Sehenswürdigkeiten
Siehe auch: Liste der Monuments historiques in Bonnelles
- Schloss Bonnelles (1847–49)
- Schloss Bissy
- Schloss Les Clos
- Kloster Les Orantes de l’Assomption

## Persönlichkeiten
- Vital Joachim Chamorin (1773–1811), Revolutionsgeneral, geboren in Bonnelles
- Anne de Rochechouart de Mortemart (1847–1933), verheiratete Herzogin von Uzès, Besitzerin von Schloss Bonnelles